# Гиперсексуальность
Гиперсексуа́льность (от др.-греч. ὑπέρ «над, выше» и «сексуальность»), также известная как эротома́ния (др.-греч. ἔρως «страсть», «страстное желание») — повышенное половое влечение и связанная с этим половая активность. Причисление гиперсексуальности к зависимостям (аддикции) подвергается многими авторами сомнению.

## Формы гиперсексуальности
Чаще всего наблюдается подростковая, или пубертатная гиперсексуальность, проявляющаяся в подростковом возрасте в форме фиксации психики на сексуально-эротических впечатлениях и фантазиях. Она связана с максимальной возрастной продукцией тестостерона и проявляется в спонтанном сексуальном возбуждении, снах эротического содержания, поллюциях и другими проявлениями повышенной половой возбудимости. Важную роль в формировании человеческой сексуальности играет запечатление в процессе семейного воспитания. Гиперсексуальность в человеческом обществе проходит на фоне формирования осознания своей половой роли и предшествует формированию адекватных условнорефлекторных комплексов половой сферы, обеспечивающих нормальные половые функции в период зрелости.
У животных гиперсексуальность проявляется в спорадических попытках спаривания, в том числе и с объектами неживой природы, особями своего пола (например, «цепное спаривание» у молодняка крупного рогатого скота).

## Патологическая гиперсексуальность
У людей выделяют также патологические формы гиперсексуальности — сатириазис и нимфомания. В настоящее время эти термины в медицине используются редко; однако это специфическое расстройство половой функции входит в классификаторы DSM-IV и МКБ-10. В МКБ-10 присутствует группа «повышенное половое влечение» с кодом F52.7. В него включаются диагнозы нимфомания и сатириаз.
Гиперсексуальность может быть проявлением некоторых нервных или эндокринных заболеваний, в этом случае требуется точная диагностика и лечение (внушение, лекарственные препараты — ципротерон и др.).
Гиперсексуальность может быть также проявлением социально-ориентированного поведения. Например, у приматов — когда самец, претендующий на роль «вождя» (или «вожака в стае»), считает своим долгом «соответствовать» — то есть проявлять свою наивысшую способность («потенцию») к управлению обществом (стаей), в том числе к распространению своих генов путём оплодотворения максимального числа самок, а также «отнятия» самок у конкурирующих самцов, иногда — к попыткам гомосексуальных контактов. У некоторых, но далеко не всех обезьян вступление гиперсексуального вожака во власть сопровождается истреблением младших детёнышей от конкурирующих самцов, а также изгнанием молодых самцов из стаи.
У людей в некоторых случаях гиперсексуальность вызывается схожими причинами и приводит к достаточно тяжёлым формам физического истощения.

Последние исследования (2013 г.) Университета Калифорнии в Лос-Анджелесе в США доказали, что физиологической сексуальной зависимости, которую называли «чумой XXI века», не существует; они объясняют её просто повышенным сексуальным возбуждением и либидо. Это подтверждается также данными исследования ЭЭГ. «Сексуальная зависимость» предлагалась для включения в классификатор DSM-5, но была отвергнута.
В МКБ-11 «компульсивное расстройство сексуального поведения» с кодом 6С72 характеризуется устойчивым паттерном, проявляющимся в неспособности контролировать сильные повторяющиеся сексуальные побуждения или влечения, приводящие к определённым действиям. Симптомы могут включать повторяющиеся действия сексуального характера, которые занимают ключевую роль в жизни человека до такой степени, что он пренебрегает здоровьем и личной безопасностью или другими интересами, деятельностью и обязанностями, а также многочисленные безуспешные попытки существенно изменить 
неадекватное сексуальное поведение, которое продолжается, несмотря на неблагоприятные последствия или почти полное отсутствие какого бы то ни было удовлетворения. Неспособность контролировать интенсивные сексуальные побуждения или влечения и, как следствие, повторяющееся сексуальное поведение, проявляются в течение длительного периода времени (напр., шесть месяцев или более) и вызывают существенный дистресс или значительные нарушения в личной, семейной, социальной, учебной, 
профессиональной или других важных сферах функционирования. 
Дистресс, который связан только с моральным осуждением и неодобрением сексуальных побуждений, стремлений или соответствующего поведения, не является достаточным для соответствия 
этому требованию.